# Massacre de Butxa
|  | Aquest article es refereix a esdeveniments derivats de la Invasió russa d'Ucraïna del 2022. |

La massacre de Butxa va ser la matança de centenars de civils que es va produir a la ciutat de Butxa el març del 2022. Les autoritats ucraïneses van assenyalar les tropes russes que participen en la invasió russa d'Ucraïna del 2022 com els perpetradors. Tot i que Rússia va negar haver comès cap matança de civils durant la seva ocupació al nord del Kíiv, els testimonis, les imatges de satèl·lit del 4 d'abril i la comparació de vídeos i proves fetes pel diari Times conclouen que «molts dels civils foren assassinats fa més de tres setmanes, quan l'exèrcit rus controlava la ciutat». Rússia va negar categòricament les acusacions sobre llur autoria.
El 3 de març, la fiscalia ucraïnesa ha comptabilitzat 410 cadàvers i ha estimat que el nombre serà molt més gran.

## Antecedents
Com a part dels preparatius de la invasió, les Forces Armades de Rússia van avançar cap a la frontera entre Ucraïna i Belarús. Un dels atacs inicials va ser un avançament cap a Kíiv, la capital d'Ucraïna, en el que molts van interpretar com un atac llampec per destruir i reemplaçar el govern ucraïnès, i juntament amb una enorme columna de vehicles militars, l'exèrcit rus es va desplaçar cap al nord, en direcció a aquesta ciutat.
Al març de 2022, les forces russes es van moure a la ciutat de Butxa. Després d'un mes d'ocupació russa, les forces russes al nord de Kíiv es van retirar de la zona cap a Belarús. Les forces ucraïneses van entrar a la ciutat l'1 d'abril, i hi trobaren desenes de cadàvers, i centenars en fosses comunes.

## Massacre
Les imatges inicials de l'escena es van publicar a les xarxes socials el dissabte 2 d'abril, mostrant el que va quedar després que les tropes russes se n'anessin i les seves atrocitats contra els habitants de la localitat. També, després d'una altra retirada a finals de març, van sorgir proves de nombrosos crims comesos pels russos mentre ocupaven la regió. 18 cossos mutilats d'homes, dones i nens assassinats van ser trobats en un soterrani, cossos que, pel que sembla, van ser torturats, amb evidències com orelles tallades i dents arrencades. Els cadàvers d'altres civils assassinats van quedar a la carretera, alguns d'ells enterrats per soldats russos abans de retirar-se.
Els residents i l'alcalde de la ciutat, Anatoli Fedoruk, que va comparar l'esdeveniment amb la Massacre de Srebrenica, van afirmar que havien estat assassinats per les tropes russes. Molts semblaven estar realitzant les seves rutines diàries. Els cossos estaven sencers, cosa que indica que els havien disparat. Diversos duien bosses de la compra o bicicletes, i altres tenien les mans lligades. Mascotes i altres animals van rebre trets.
El mateix dia, van ser trobades 280 persones en una fossa comuna. Els residents de Butxa van enterrar a 57 cadàvers en una altra fossa comuna, en un cementiri.
Els civils van indicar que molts dels supervivents s'havien estat amagant als soterranis, massa espantats per sortir. Alguns d'ells no van tenir llum ni electricitat durant setmanes, i feien servir espelmes per a escalfar aigua i cuinar. Després van sortir dels seus amagatalls, només quan va quedar clar que els russos se'n havien anat, per a donar la benvinguda a l'arribada de les tropes ucraïneses. L'alcalde no va ser segrestat ni executat.
Els fets semblaven indicar que els russos havien seleccionat homes civils i els havien assassinat de manera organitzada. En particular, molts dels seus cossos van ser trobats morts amb les mans lligades a l'esquena. Anatoli Fedoruk va afirmar que havien rebut un tret al clatell.
També es van trobar cadàvers de dones nues, i suposadament els russos, sense èxit, van intentar cremar els cossos. Els residents van indicar que els civils havien rebut trets en els seus automòbils mentre conduïen. Dos vehicles que conduïen junts van ser assetjats per foc de metralladora des d'un vehicle blindat i només hi va haver dos supervivents. Les tropes russes suposadament van prohibir als seus familiars retirar els cadàvers.
Segons fonts ucraïneses, els civils rebien trets en sortir de casa seva i els soldats russos disparaven a finestres a l'atzar i robaven roba de les cases. El 4 de març, tres civils desarmats van morir suposadament quan portaven menjar a un refugi de gossos.

El 3 de març, la fiscalia ucraïnesa va comptabilitzar 410 cadàvers i va estimar que el seu nombre devia ser molt més gran.

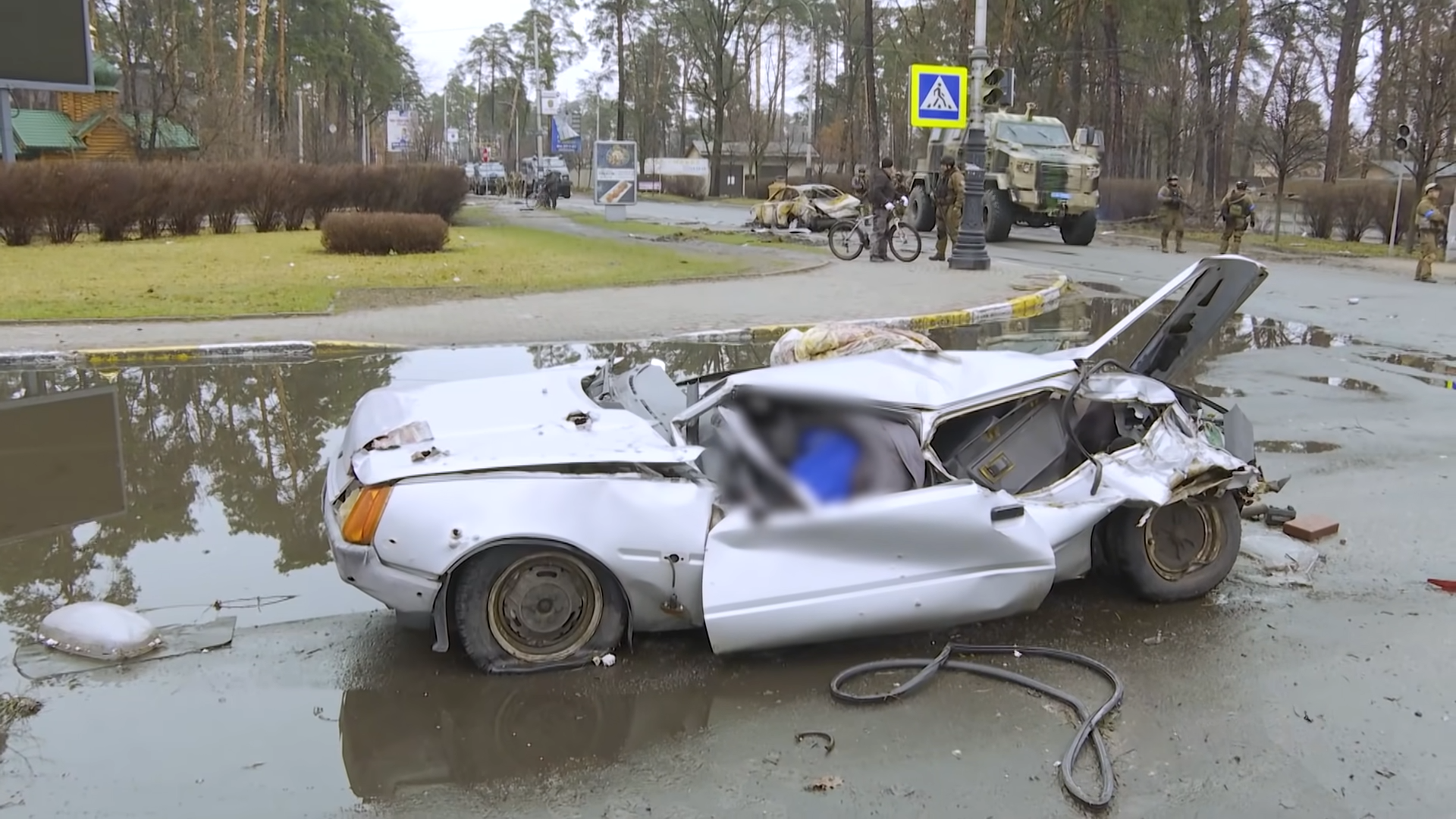
Un cadàver dins d'un cotxe destruït a Butxa.
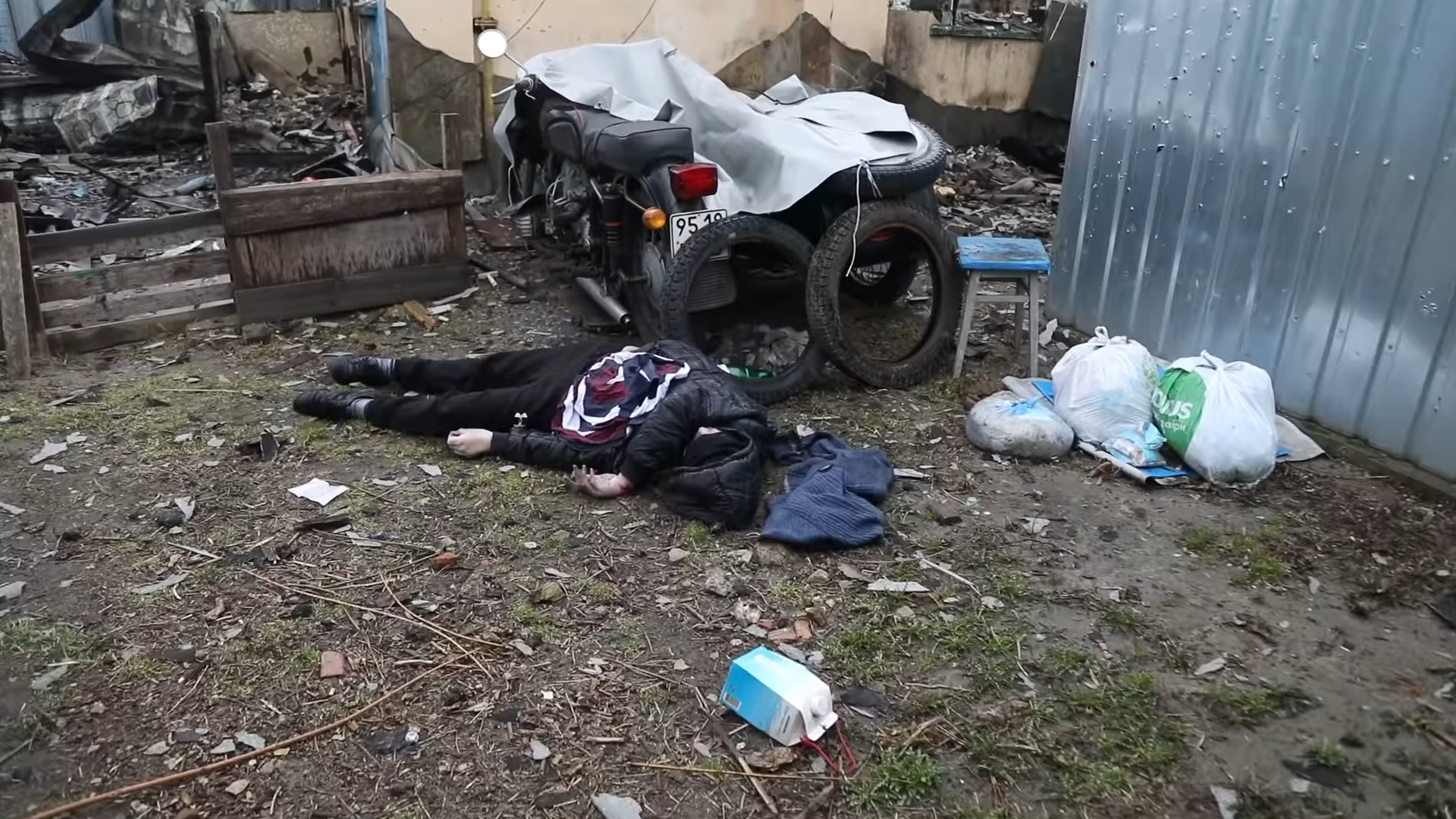
Dona assassinada a Butxa.
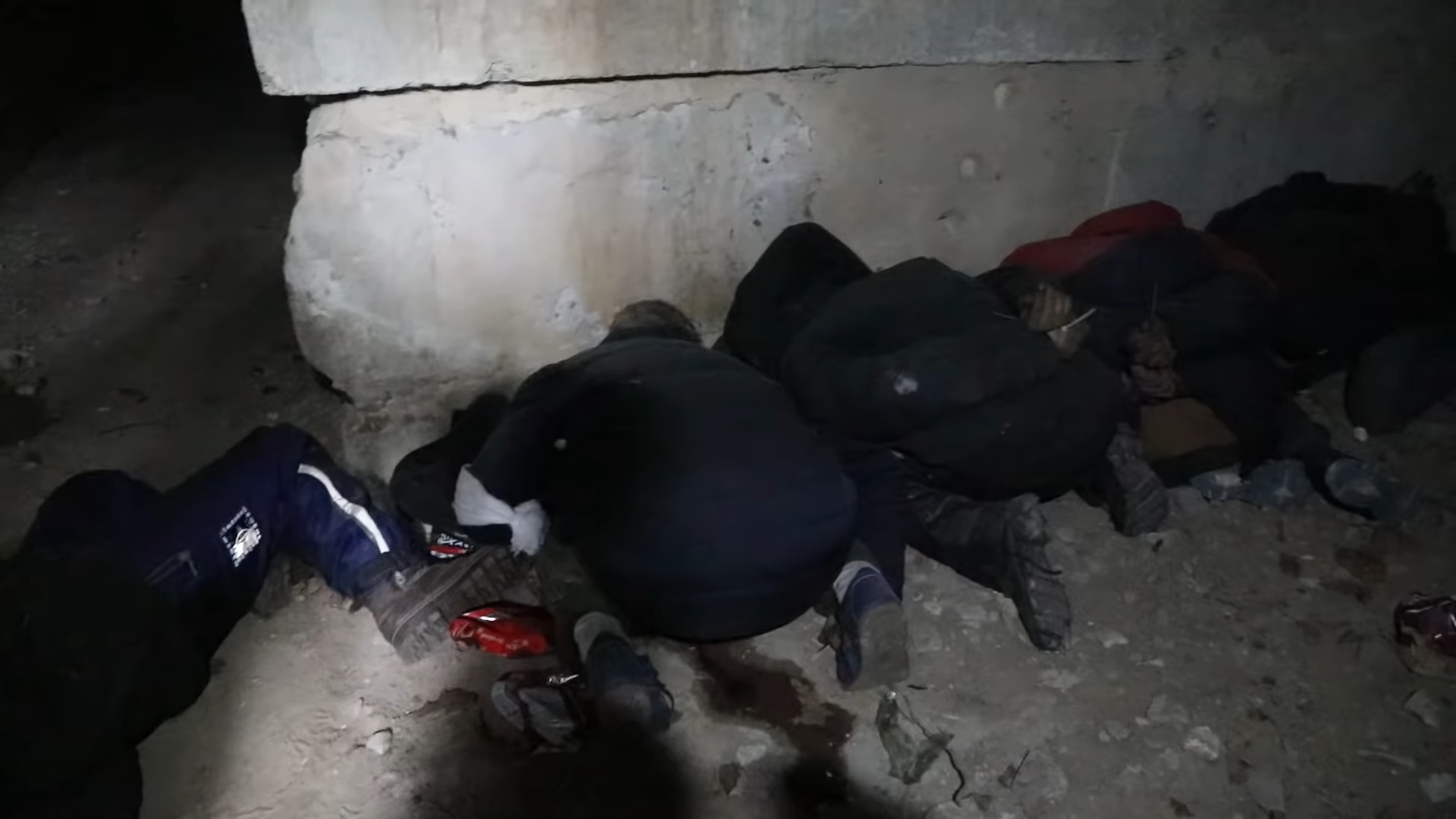
Civils tirotejats en el soterrani d'una casa a Butxa

## Resposta russa
Les forces russes van assegurar que no van atacar civils.
Rússia va negar categòricament les acusacions sobre llur autoria, va demanar una reunió urgent del Consell de Seguretat de les Nacions Unides sobre els suposats crims de guerra a la ciutat de Butxa i en paraules de la ministra d'exteriors russa Maria Zajarova «El significat del crim del règim de Kíiv és interrompre les negociacions de pau i l'augment de la violència», remarcant que el fet que «les condemnes d'Occident fossin publicades minuts després de sortir a la llum els materials no deixa dubtes sobre qui ha ordenat la història»

## Investigació
Una investigació del diari The New York Times del desembre de 2022 va atribuir la matança al 234è regiment de paracaigudistes, sota el comandament d'Artyom Gorodilov.

## Reaccions
- Ucraïna - El govern d'Ucraïna va denunciar la situació com l'assassinat de civils innocents, i va assenyalar que tots els morts anaven desarmats. El govern ucraïnès va dir que estava recopilant proves dels crims de guerra comesos i que inclourien les evidències de la massacre a Butxa.
- Regne Unit - Liz Truss va dir que estava «horroritzada per les atrocitats a Butxa i en altres ciutats d'Ucraïna» i que «els informes que deien que les forces russes havien atacat civils innocents són abominables». També va dir que els responsables en retran comptes.